# Minggir (Winongan)
Minggir is een bestuurslaag in het regentschap Pasuruan van de provincie Oost-Java, Indonesië. Minggir telt 2376 inwoners (volkstelling 2010).